# فيكتوريا (الإسكندرية)
فيكتوريا هي منطقة داخل حي شرق بمحافظة الإسكندرية، تضم المنطقة ميدان الساعة والسيوف وغيرها من المناطق.
اسم فيكتوريا نسبة إلى مدرسة النصر (فيكتوريا كوليدج)، التي بنيت في البداية بحي الأزاريطة عام 1901م، ثم تم نقله إلى فيكتوريا عام 1904.